# Вилохвістка сіра
Вилохві́стка сіра (Enicurus velatus) — вид горобцеподібних птахів родини мухоловкових (Muscicapidae). Ендемік Індонезії.

## Опис

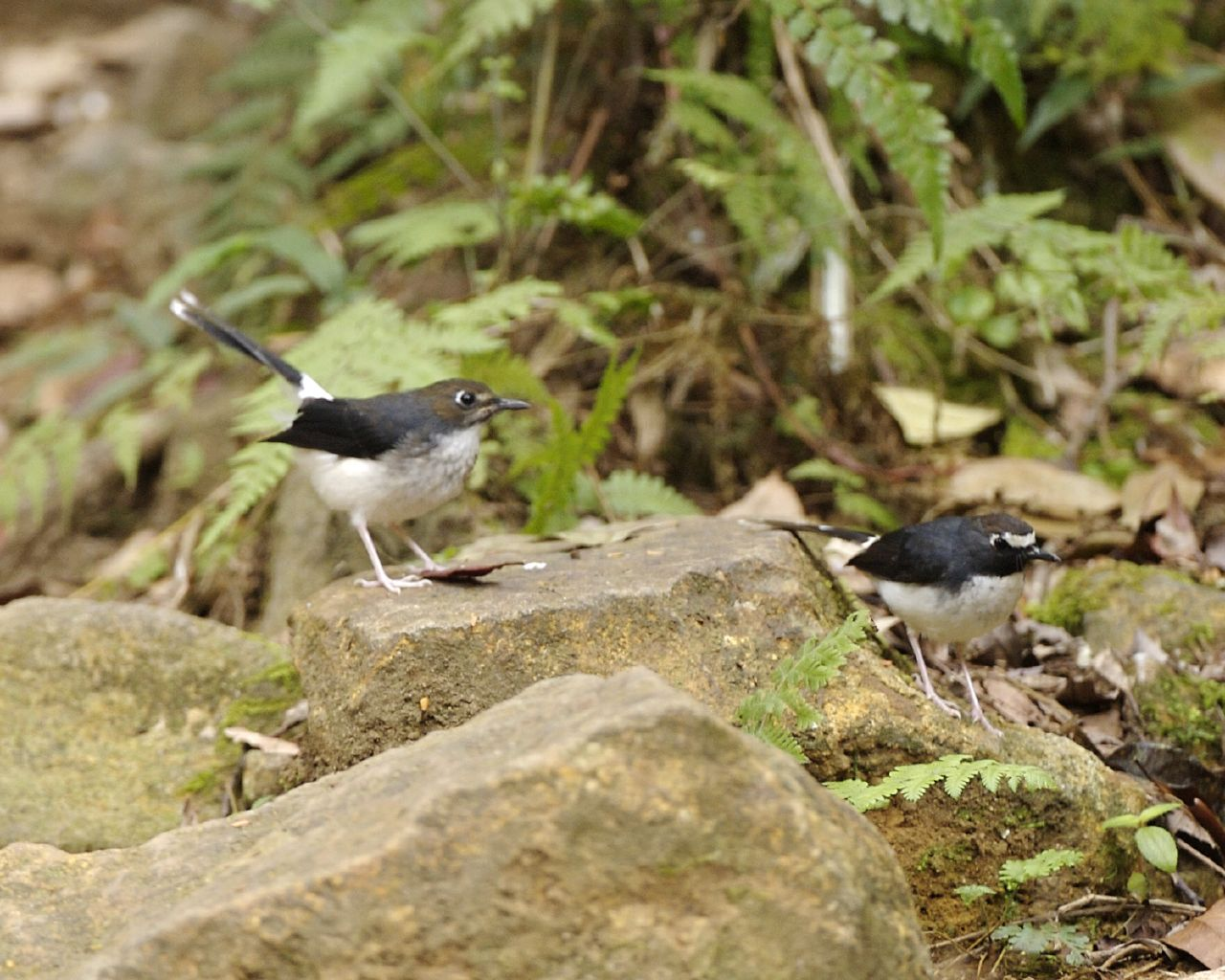
Самиця з пташеням

Довжина птаха становить 16 см. У самців голова і верхня частина тіла темно-сірі, груди, живіт і надхвістя білі, крила чорні. На лобі біла смуга. Хвіст чорний, роздвоєний, стернові пера мають білі кінчики. самиці маютьт подібне забарвлення, однак тім'я і потилиця у них коричневі. Самиці підвиду E. v. sumatranus мають більш рудувато-коричневий відтінок.

## Підвиди
Виділяють два підвиди:
- E. v. sumatranus Robinson & Kloss, 1923 — гори Барісан на острові Суматра;
- E. v. velatus Temminck, 1822 — гори на острові Ява.

## Поширення і екологія
Сірі вилохвістки мешкають в горах на острові Суматра, а також на острові Ява, де вони є більш рідкісними. Вони живуть у вологих гірських тропічних лісах, на берегах гірських річок і струмків, серед валунів. Зустрічаються переважно на висоті від 600 до 2000 м над рівнем моря. Живляться водними комахами та їх личинками, а також равликами. Гніздо чашоподібне, велике, робиться з моху, листя, трави і прослинних волокон. В кладці 2 білуватих яйця. поцяткованиз червоними плямками.